# Gornja Gračanica
Gornja Gračanica je naseljeno mjesto u gradu Zenici, Federacija Bosne i Hercegovine, BiH.

## Povijest
Nastalo je prije popisa stanovništva 1981. spajanjem naseljenih mjesta Čekota, Drinjana, Jezera, Mrgodića, Potoka i Tuganje.

## Stanovništvo
| Gornja Gračanica   |              |
| godina popisa      | 1991.        |
| Muslimani          | 979 (95,32%) |
| Srbi               | 39 (3,79%)   |
| Hrvati             | 0            |
| Jugoslaveni        | 3 (0,29%)    |
| ostali i nepoznato | 6 (0,58%)    |
| ukupno             | 1.027        |

| Gornja Gračanica   |              |
| godina popisa      | 2013.        |
| Bošnjaci           | 825 (97,40%) |
| Hrvati             | 0            |
| Srbi               | 0            |
| ostali i nepoznato | 22 (2,60%)   |
| ukupno             | 847          |